# Битва под Русой (1456)
Битва под Русой — главное сражение московско-новгородской войны 1456 года, которое произошло 3 февраля 1456 года у города Руса (совр. Старая Русса) между московскими и новгородскими войсками.

## Предыстория
Из-за попытки новгородцев дать убежище политическим противникам великого князя московского и родственникам Дмитрия Шемяки Василий II Тёмный отправился в поход на Новгород.

## Ход битвы
Большинство летописей, в том числе Новгородская и псковская, кратко сообщают о том, что московские войска в февралe 1456 года захватили и разграбили Русу, а потом наголову разбили новгородское войско, пытавшееся освободить город. Более подробные описания присутствуют в Летописи Авраамки, наиболее близкой по времени создания к описываемым событиям (и по мнению специалистов, в частности Я. С. Лурье, содержащей более достоверные сведения), и в Воскресенской летописи, созданной значительно позднее.

### Ход битвы поЛетописи Авраамки
Летопись Авраамки так описывает события.
Зимой 1456 года князь Василий Васильевич с основными силами и союзными татарскими отрядами (под командованием «царевича Момотяка») пошёл на Новгород, а на Русу направил отряд для внезапного захвата города («изгонную рать»). Этот отряд состоял из московского войска и татар общей численность около пяти тысяч, а командовали им Семён Карамышев, Басенок и другие воеводы. «Изгонная рать» без труда захватила город и принялась грабить горожан и церкви.
Узнав об этом, в тот же день из Новгорода к Русе выдвинулись князь Василий Васильевич Низовский со своим двором, новгородский посадник Иван Лукиныч Щока и тысяцкие Василий Пантелеевич и Есиф Васильевич Носов, а с ними немногочисленное войско из бояр, житьих и «молодых» людей. Они пересекли озеро Ильмень и остановились ночевать во Взваде.
Утром следующего дня новгородцы подошли к Русе и вступили в бой с выдвинувшимся навстречу московско-татарским войском, на окраине города у «церкви Ильи Святого, на огородах». Москвичи и татары не выдержали натиска (либо решили сымитировать бегство) и потеряв (по словам летописца) 50 человек, побежали в город, а новгородцы преследовали их по дворам и улицам. После этого уверенные в победе новгородцы увлеклись сбором трофеев, доспехов и одежд с убитых и не заметили, что с тыла зашёл ещё один отряд. Татары стали стрелять по коням, что вызвало замешательство и беспорядок в новгородском войске, и совместно с московской ратью ударили с флангов и тыла. После короткой и кровопролитной схватки побежал князь Василий Низовский со своими дворянами, а за ним остальные новгородцы. Во время бегства многие были убиты, ранены или пленены.
Среди погибших упоминаются новгородский боярин Есиф Васильевич Носов и сын посадника Офонос Богданович, тысяцкий Василий Александрович Казимир был ранен, а конь под ним был убит во время сражения. В плен попал посадник Михаил Туча. После сражения Руса была снова разграблена.

### Ход битвы поВоскресенской летописи
Воскресенская летопись, составленная значительно позже данных событий, и расцениваемая некоторыми исследователями как более тенденциозная и менее достоверная, в описании этих событий приводит другой рассказ.
Московское войско под командованием воевод И. В. Оболенского-Стриги и Фёдора Басёнка без боя захватили Русу. Добыча оказалась большой, и воеводы отпустили назад главную часть войска с добычей, а сами остались в Русе с отрядом, насчитывающим около 200 человек из детей боярских. Их неожиданно атаковало 5 тысяч новгородских всадников. Поначалу у москвичей возникла паника, но потом они решили обороняться до последнего. Воеводам приписывают слова: «Если не пойдём биться, то погибнем от своего государя великого князя; лучше погибнуть с честью».
Воеводы Басенёк и Стрига отвели своих воинов за плетень и заняли там оборону. Глубокий снег не позволил новгородской коннице стремительно атаковать оборонявшихся, а плетень оказался для неопытных наездников непреодолимым препятствием. Москвичи заметили, что кони не защищены доспехами. Они начали стрелять по коням, кони начали беситься и сбивать всадников. Тяжёлые всадники падали в глубокий снег, под копыта своих коней, становясь лёгкой добычей для москвичей. Передние ряды атакующих смешались, а последние поскакали назад. Потерпев поражение, новгородцы отступили. Были пленены многие новгородцы, в том числе посадник Михаил Туча. Новгородский боярин Есиф Носов был убит.

## Результат
Новгородцы потерпели сокрушительное поражение, понесли тяжёлые потери и не смогли восстановить контроль над Русой. Это предопределило дальнейший успех действий московских войск на юге новгородской земли: поход на Демян, и взятие городков Молвотицы и Стерж. В результате был подписан Яжелбицкий договор 1456 года, по которому Новгород лишался права внешних сношений, высшей судебной инстанцией становился князь, новгородская вечевая печать заменялась печатью Великого Князя.